# Костюк, Марта Олеговна
Марта Олеговна Костюк (укр. Марта Олегівна Костюк; род. 28 июня 2002, Киев) — украинская теннисистка; победительница трёх турниров WTA (из них один — в одиночном разряде); полуфиналистка двух турниров Большого шлема в парном разряде (Открытый чемпионат Австралии-2023 и Открытый чемпионат Франции-2024); победительница одного юниорского турнира Большого шлема в одиночном разряде (Открытый чемпионат Австралии-2017); победительница одного юниорского турнира Большого шлема в парном разряде (Открытый чемпионат США-2017); бывшая вторая ракетка мира в юниорском рейтинге.

## Общая биография
Марта — одна из трёх дочерей Олега Костюка и его супруги Талины. Родители семейства сами серьёзно играли в теннис, а позже перешли на административные должности в украинских клубах. Старшая сестра Марты — Мария — также пробовала себя в протуре, а позже училась в США и играла в теннисной лиге при NCAA. Определённую известность имеют и другие родственники Костюк — отец её матери: Иван Васильевич — специалист по прикладной математике, академик АН ВШ Украины; его внуки — Вадим и Мирослав — профессиональные футболисты, а внучка — Оксана — занимается спортивной гимнастикой.
Текущим менеджером украинки является Иван Любичич.

## Спортивная карьера

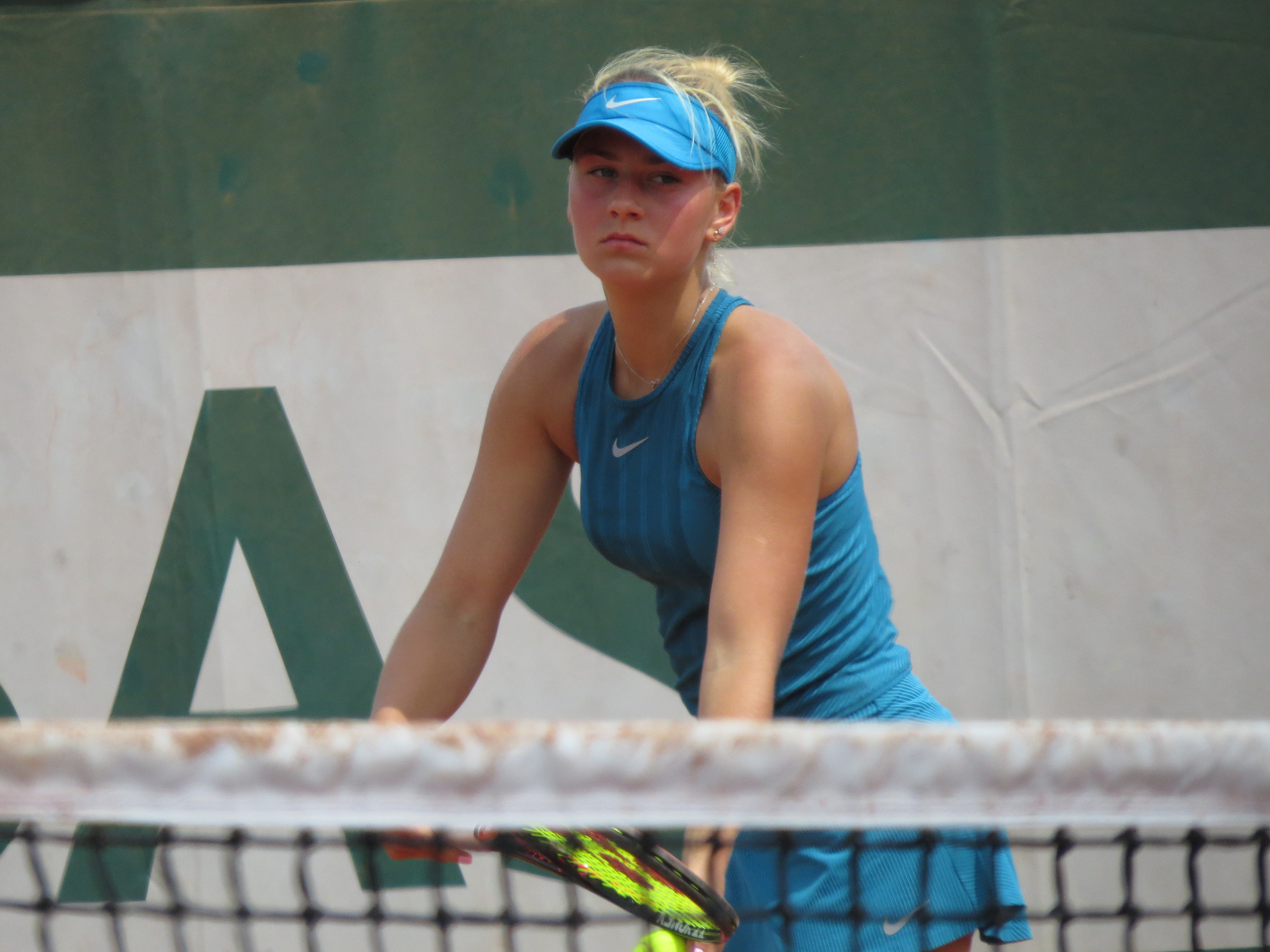
2018 год. Открытый чемпионат Франции.

Костюк занимается теннисом с пяти лет, лучший удар — подача. Также на её счету есть разряд мастера спорта по акробатике.
В 2012—2018 годах Марта была задействована в международных юниорских турнирах. В 2015—2016 на её счету победы в крупных турнирах для 14-летних: сначала в рамках Orange Bowl, а затем — Les Petits As. Следом украинка быстра вышла на уровень игроков старшего юниорского тура и уже в 2017-м году играла на уровне его лидеров. В это время достигнута вторая строчка рейтинга и выигран турнир Большого шлема. В январе, на Открытом чемпионате Австралии, она стала лучшей, переиграв на решающих стадиях Елену Рыбакину и Ребеку Масарову. В июле Костюк доходит до финала Чемпионата Европы, уступая Кайе Юван. В октябре Марта побеждает на Итоговом турнире, дважды за турнир победив ту же Юван. В парах украинка, вместе с соотечественницей Викторией Демой, выигрывает Чемпионат Европы, а вместе с Ольгой Данилович — побеждает на Открытом чемпионате США.
С 2016-го года Костюк задействована в матчах протура, где год спустя выигрывает первый титул, побеждая на соревнованиях в венгерском Дунакеси. В четвертьфинале Марта впервые побеждает игрока Top200: Ипек Сойлу. В июне украинка пробует себя в квалификации турнира WTA, сыграв турнир на Мальорке.
В 2018-м Костюк дебютирует на турнирах Большого шлема, реализовав бонус за прошлогодний титул на юниорском Открытом чемпионате Австралии в победы в квалификации и выход в третий раунд основы. Одержана первая победа над игроком Top50: в первом круге основы Марта справилась с Пэн Шуай. В дальнейшем украинка добивается трёх подряд полуфиналов на 60-тысячниках, а также выходит из квалификации во второй раунд основы в Штутгарте, где седьмая ракетка мира Каролин Гарсия побеждает лишь в затяжной концовке. В феврале Костюк дебютирует в Кубке Билли Джин Кинг в матчах за сборную Украины.
Первые успехи не привели к мгновенному подъёму в первую сотню рейтинга. Марте пришлось провести ещё несколько лет на средних и крупных турнирах ITF, шесть раз безуспешно штурмовать квалификацию турниров Большого шлема и лишь поздней осенью 2020-го обеспечить себе 98-ю строчку рейтинга. В этот период на её счету значится победа в Каире и два финала на турнирах в США. Параллельно украинка совмещала игру в одиночном и парном туре, где на уровне ITF стали приходить первые титулы. В 2020-м появляются первые успехи и на уровне WTA: в феврале Костюк и Виктория Кужмова выходят в полуфинал в Лионе, а в октябре Марта и Александра Соснович играют в четвертьфинале Открытого чемпионата Франции.
В 2021-м году украинка сохраняет позиции в первой сотне, в итоге поднимаясь на 50-ю строчку. Впервые отыграны сразу все турниры Большого шлема в основной сетке. Во Франции Костюк обыграла в первом раунде Гарбинье Мугурусу и впервые вышла в четвёртый раунд. По ходу года Марта также отметилась в полуфиналах в Абу-Даби, Стамбуле и Клуж-Напоке. В парах в этом сезоне на счету украинки первый финал на уровне WTA: на Тенерифе, где Костюк и Людмила Киченок уступили Ульрикке Эйкери и Эллен Перес. В 2022-м году Марта удержалась в первой сотне, единожды выйдя в полуфинал на уровне WTA: в августе, в Гранби. Самая статусная победа была одержана в июне — в Истборне, где украинка справилась с Барборой Крейчиковой. В парах в этом сезоне на счету Костюк два титула: в сентябре она стала сильнейшей в Портороже, выступая вместе с Терезой Мартинцовой, а в ноябре — в Лиможе, играя в команде с Оксаной Калашниковой. В июне проявила себя пара с Еленой-Габриэлой Русе: Марта пробралась в четвертьфинал на Открытом чемпионате Франции.
В 2023-м году украинка сохранила позиции в первой сотне. В марте сыгран и выигран первый одиночный финал на уровне WTA: в Остине, где Костюк справилась с Даниэль Коллинз и Варварой Грачёвой. Одержаны первые победы над действующими игроками Top10: на Уимблдоне Марта справилась с Марией Саккари, в Вашингтоне — с Каролин Гарсией, а в Пекине — с Онс Жабёр. В парах на счету украинки полуфиналы на Открытом чемпионате Австралии и на турнире в Мадриде (оба — вместе с Еленой-Габриэлой Русе), а также титул в Бирмингеме (где Костюк и Барбора Крейчикова справились в финале с Алисией Паркс и Сторм Хантер). В 2024-м году Марта поднялась в двадцатку сильнейших рейтинга, а на Открытом чемпионате Франции впервые оказалась сеянной на турнирах Большого шлема. Дважды — в Сан-Диего и Штутгарте — украинка играла в финалах на уровне WTA, но оба раза уступала: в Калифорнии — Кэти Боултер, а в Германии — Елене Рыбакиной. Последний турнир и вовсе стала одной из жемчужин карьеры Марты: за короткий срок она сыграла сразу четыре матча против игроков Top10, одержав в них три победы. До поражения от Рыбакиной украинка справилась с Чжэн Циньвэнь, Кори Гауфф и Маркетой Вондроушовой. Был добыт первый четвертьфинал на турнирах Большого шлема: в Австралии, где Костюк воспользовалась ранними поражениями Марии Саккари и Беатрис Хаддад Майи. В марте Марта впервые пробилась в полуфинал на турнирах WTA 1000, выйдя в эту стадию в Индиан-Уэлсе. Одним из слагаемых успеха вновь стала сетка, ослабленная снятиями Елены Рыбакиной и Маркеты Вондроушовой. В июле украинка сыграла на Олимпийском турнире, пробившись в четвертьфинал, а по ходу турнира переиграв Марию Саккари. В парах Костюк и Елена-Габриэла Русе пробились в полуфинал Открытого чемпионата Франции.
В 2025-м году Марта сохранила свои позиции в Top32. Добыты два полуфинала на турнирах WTA 1000: в Дохе, где украинка прошла Кори Гауфф, и Мадриде. В парах Костюк и Елена-Габриэла Русе вышли в четвертьфинал на Открытом чемпионате Австралии.
Марта Костюк вышла в третий круг турнира WTA 1000 в Канаде.
Украинская теннисистка выиграла первый из последних семи сыгранных матчей, одержав первую победу за два с половиной месяца. Предыдущая победа в активе Костюк была в мае, когда она вышла в четвертый круг турнира WTA 1000 в Риме. Также Марта выиграла второй из трех матчей против Вондроушовой. В 2023 году она уступила чешке в Квалификации Кубка Билли Джин Кинг, а в прошлом сезоне победила в полуфинале турнира WTA 500 в Штутгарте. Костюк впервые сыграет в третьем круге турнира в Монреале, в котором ее соперницей будет Дарья Касаткина (Австралия, 15). Марта одержала три победы в семи противостояниях с представительницей Австралии, в том числе в их предыдущей встрече, которая состоялась в мае на турнире WTA 1000 в Риме.

## Итоговое место в рейтинге WTA по годам
| Год  | Одиночный рейтинг | Парный рейтинг |
| ---- | ----------------- | -------------- |
| 2024 | 18                | 60             |
| 2023 | 39                | 28             |
| 2022 | 70                | 46             |
| 2021 | 50                | 97             |
| 2020 | 98                | 112            |
| 2019 | 155               | 568            |
| 2018 | 118               | 849            |
| 2017 | 518               |                |

## Выступления на турнирах

### Финалы турнировWTAв одиночном разряде (3)

#### Победа (1)
| Легенда:                   |
| -------------------------- |
| Турниры Большого шлема (0) |
| Олимпиада (0)              |
| Итоговый турнир WTA (0)    |
| WTA 1000 (0)               |
| WTA 500 (0)                |
| WTA 250 (1+2)              |

| Титулы по покрытиям | Титулы по месту проведения матчей турнира |
| ------------------- | ----------------------------------------- |
| Хард (1+1)          | Зал (0)                                   |
| Грунт (0)           | Зал (0)                                   |
| Трава (0+1)         | Открытый воздух (1+2)                     |
| Ковёр (0)           | Открытый воздух (1+2)                     |

| №  | Дата         | Турнир     | Покрытие | Соперница в финале | Счёт    |
| 1. | 5 марта 2023 | Остин, США | Хард     | Варвара Грачёва    | 6-3 7-5 |

#### Поражение (2)
| №  | Дата           | Турнир             | Покрытие    | Соперница в финале | Счёт        |
| 1. | 3 марта 2024   | Сан-Диего, США     | Хард        | Кэти Боултер       | 7-5 2-6 2-6 |
| 2. | 21 апреля 2024 | Штутгарт, Германия | Грунт (зал) | Елена Рыбакина     | 2-6 2-6     |

### Финалы турнировWTA 125иITFв одиночном разряде (8)

#### Победы (3)
| Призовые    | Титулы по годам | Титулы по годам |
| ----------- | --------------- | --------------- |
| Призовые    | до 2024         | с 2024          |
| 125.000 USD | 0+1             | 0+1             |
| 100.000 USD | 0+0             | 0+0             |
| 80.000 USD  | 0+0             | -               |
| 75.000 USD  | -               | 0+0             |
| 60.000 USD  | 2+1             | -               |
| 50.000 USD  | -               | 0+0             |
| 40.000 USD  | 0+0             | -               |
| 35.000 USD  | -               | 0+0             |
| 25.000 USD  | 1+1             | -               |
| 15.000 USD  | 0+0             | 0+0             |

| Титулы по покрытиям | Титулы по месту проведения матчей турнира |
| ------------------- | ----------------------------------------- |
| Хард (2+2)          | Зал (0+1)                                 |
| Грунт (1+1)         | Зал (0+1)                                 |
| Трава (0)           | Открытый воздух (3+2)                     |
| Ковёр (0)           | Открытый воздух (3+2)                     |

| №  | Дата            | Турнир            | Покрытие | Соперница в финале | Счёт    |
| 1. | 14 мая 2017     | Дунакеси, Венгрия | Грунт    | Бернарда Пера      | 6-4 6-3 |
| 2. | 3 февраля 2018  | Берни, Австралия  | Хард     | Виктория Голубич   | 6-4 6-3 |
| 3. | 23 февраля 2020 | Каир, Египет      | Хард     | Алёна Большова     | 6-1 6-0 |

#### Поражения (5)
| №  | Дата             | Турнир            | Покрытие | Соперница в финале | Счёт               |
| 1. | 11 марта 2018    | Чжухай, Китай     | Хард     | Марина Заневская   | 2-6 4-6            |
| 2. | 9 июня 2019      | Торунь, Польша    | Грунт    | Ребекка Шрамкова   | 1-6 2-6            |
| 3. | 22 сентября 2019 | Сен-Мало, Франция | Грунт    | Варвара Грачёва    | 3-6 2-6            |
| 4. | 25 октября 2020  | Мейкон, США       | Хард     | Кэтрин Беллис      | 4-6 7-6(4) — отказ |
| 5. | 1 ноября 2020    | Тайлер, США       | Хард     | Энн Ли             | 5-7 6-1 3-6        |

### Финалы турнировWTAв парном разряде (3)

#### Победы (2)
| №  | Дата             | Турнир                    | Покрытие | Партнёрша          | Соперницы в финале               | Счёт       |
| 1. | 18 сентября 2022 | Порторож, Словения        | Хард     | Тереза Мартинцова  | Кристина Букша Тереза Михаликова | 6-4 6-0    |
| 2. | 25 июня 2023     | Бирмингем, Великобритания | Трава    | Барбора Крейчикова | Алисия Паркс Сторм Хантер        | 6-2 7-6(7) |

#### Поражения (1)
| №  | Дата            | Турнир            | Покрытие | Партнёрша       | Соперницы в финале          | Счёт    |
| 1. | 23 октября 2021 | Тенерифе, Испания | Хард     | Людмила Киченок | Эллен Перес Ульрикке Эйкери | 3-6 3-6 |

### Финалы турнировWTA 125иITFв парном разряде (3)

#### Победы (3)
| №  | Дата            | Турнир            | Покрытие   | Партнёрша          | Соперницы в финале            | Счёт           |
| 1. | 28 апреля 2019  | Кьяссо, Швейцария | Грунт      | Кристина Букша     | Шэрон Фичмен Джейми Форлис    | 6-1 3-6 [10-7] |
| 2. | 23 февраля 2020 | Каир, Египет      | Хард       | Камилла Рахимова   | Паула Каня Анастасия Шошина   | 6-3 2-6 [10-6] |
| 3. | 18 декабря 2022 | Лимож, Франция    | Хард (зал) | Оксана Калашникова | Алисия Барнетт Оливия Николлс | 7-5 6-1        |

## История выступлений на турнирах
По состоянию на 14 июля 2025 года
Для того, чтобы предотвратить неразбериху и удваивание счета, информация в этой таблице корректируется только по окончании участия там данного игрока.
| Турнир                       | 2018          | 2019          | 2020          | 2021          | 2022          | 2023          | 2024  | 2025  | Итог   | В/П за карьеру |
| ---------------------------- | ------------- | ------------- | ------------- | ------------- | ------------- | ------------- | ----- | ----- | ------ | -------------- |
| Турниры Большого шлема       |               |               |               |               |               |               |       |       |        |                |
| Открытый чемпионат Австралии | 3Р            | К             | К             | 1Р            | 3Р            | 3Р            | 1/4   | 3Р    | 0 / 6  | 12-6           |
| Открытый чемпионат Франции   | К             | -             | 1Р            | 4Р            | 1Р            | 1Р            | 2Р    | 1Р    | 0 / 6  | 4-6            |
| Уимблдонский турнир          | К             | К             | НП            | 2Р            | 2Р            | 3Р            | 3Р    | 1Р    | 0 / 5  | 6-5            |
| Открытый чемпионат США       | К             | -             | 3Р            | 1Р            | 2Р            | 1Р            | 3Р    |       | 0 / 5  | 5-5            |
| Итог                         | 0 / 1         | 0 / 0         | 0 / 2         | 0 / 4         | 0 / 4         | 0 / 4         | 0 / 4 | 0 / 3 | 0 / 22 |                |
| В/П в сезоне                 | 2-0           | 0-0           | 2-2           | 4-4           | 4-4           | 4-4           | 9-4   | 2-3   |        | 27-22          |
| Олимпийские игры             |               |               |               |               |               |               |       |       |        |                |
| Летняя олимпиада             | Не проводился | Не проводился | Не проводился | -             | НП            | НП            | 1/4   | НП    | 0 / 1  | 3-1            |
| Турниры WTA 1000             |               |               |               |               |               |               |       |       |        |                |
| Доха                         | -             | ОС            | -             | ОС            | 1Р            | ОС            | 2Р    | 1/4   | 0 / 3  | 4-3            |
| Дубай                        | ОС            | -             | ОС            | -             | ОС            | 2Р            | -     | 2Р    | 0 / 2  | 2-2            |
| Индиан-Уэлс                  | -             | -             | НП            | 2Р            | 2Р            | 1Р            | 1/2   | 4Р    | 0 / 5  | 7-5            |
| Майами                       | -             | -             | НП            | 1Р            | 2Р            | 2Р            | -     | 4Р    | 0 / 4  | 4-4            |
| Мадрид                       | 1Р            | 1Р            | НП            | К             | 2Р            | 2Р            | 2Р    | 1/4   | 0 / 6  | 4-6            |
| Рим                          | -             | -             | -             | 1Р            | 1Р            | 3Р            | 2Р    | 4Р    | 0 / 5  | 4-5            |
| Монреаль/Торонто             | -             | -             | НП            | -             | -             | 1Р            | 3Р    |       | 0 / 2  | 2-2            |
| Цинциннати                   | -             | -             | -             | -             | 2Р            | 1Р            | 3Р    |       | 0 / 3  | 3-3            |
| Пекин                        | -             | -             | Не проводился | Не проводился | Не проводился | 3Р            | 2Р    |       | 0 / 2  | 2-2            |
| Гвадалахара                  | Не проводился | Не проводился | Не проводился | Не проводился | 2Р            | 2Р            | ОС    | ОС    | 0 / 2  | 2-2            |
| Ухань                        | -             | -             | Не проводился | Не проводился | Не проводился | Не проводился | 3Р    |       | 0 / 1  | 1-1            |
| Итог                         | 0 / 1         | 0 / 1         | 0 / 0         | 0 / 3         | 0 / 7         | 0 / 9         | 0 / 8 | 0 / 6 | 0 / 35 |                |
| В/П в сезоне                 | 0-1           | 0-1           | 0-0           | 1-3           | 5-7           | 6-9           | 9-8   | 14-6  |        | 35-35          |

| Турнир                       | 2020          | 2021          | 2022          | 2023  | 2024  | 2025  | Итог   | В/П за карьеру |
| ---------------------------- | ------------- | ------------- | ------------- | ----- | ----- | ----- | ------ | -------------- |
| Турниры Большого шлема       |               |               |               |       |       |       |        |                |
| Открытый чемпионат Австралии | -             | 1Р            | 3Р            | 1/2   | 2Р    | 1/4   | 0 / 5  | 10-4           |
| Открытый чемпионат Франции   | 1/4           | 1Р            | 1/4           | 3Р    | 1/2   | -     | 0 / 5  | 11-5           |
| Уимблдонский турнир          | НП            | 2Р            | 2Р            | 2Р    | 3Р    | 2Р    | 0 / 5  | 6-4            |
| Открытый чемпионат США       | -             | 3Р            | 3Р            | 3Р    | 2Р    |       | 0 / 4  | 7-3            |
| Итог                         | 0 / 1         | 0 / 4         | 0 / 4         | 0 / 4 | 0 / 4 | 0 / 2 | 0 / 19 |                |
| В/П в сезоне                 | 3-1           | 3-3           | 8-4           | 9-4   | 7-2   | 4-2   |        | 34-16          |
| Олимпийские игры             |               |               |               |       |       |       |        |                |
| Летняя олимпиада             | НП            | -             | НП            | НП    | 2Р    | НП    | 0 / 1  | 1-0            |
| Турниры WTA 1000             |               |               |               |       |       |       |        |                |
| Доха                         | -             | ОС            | 2Р            | ОС    | -     | 1Р    | 0 / 2  | 1-2            |
| Индиан-Уэлс                  | НП            | -             | -             | 1Р    | -     | -     | 0 / 1  | 0-1            |
| Мадрид                       | НП            | -             | -             | 1/2   | -     | -     | 0 / 1  | 1-1            |
| Рим                          | -             | -             | 2Р            | 2Р    | -     | 2Р    | 0 / 3  | 3-2            |
| Торонто / Монреаль           | НП            | -             | -             | 2Р    | -     |       | 0 / 1  | 1-1            |
| Нью-Йорк / Цинциннати        | -             | -             | -             | 1Р    | -     |       | 0 / 1  | 0-1            |
| Пекин                        | Не проводился | Не проводился | Не проводился | -     | 2Р    |       | 0 / 1  | 1-1            |
| Гвадалахара                  | НП            | НП            | 1Р            | -     | ОС    | ОС    | 0 / 1  | 0-1            |
| Итог                         | 0 / 0         | 0 / 0         | 0 / 3         | 0 / 5 | 0 / 1 | 0 / 2 | 0 / 11 |                |
| В/П в сезоне                 | 0-0           | 0-0           | 2-3           | 3-5   | 1-1   | 1-1   |        | 7-10           |

## История личных встреч
| Соперница       | Все матчи | Финалы |                   |
| --------------- | --------- | ------ | ----------------- |
| Арина Соболенко | 0-0       | 0-0    | юниорские турниры |
| Арина Соболенко | 0-4       | 0-0    | взрослые турниры  |
| Ига Свёнтек     | 0-0       | 0-0    | юниорские турниры |
| Ига Свёнтек     | 0-3       | 0-0    | взрослые турниры  |
| Кори Гауфф      | 0-0       | 0-0    | юниорские турниры |
| Кори Гауфф      | 2-3       | 0-0    | взрослые турниры  |
| Джессика Пегула | 0-0       | 0-0    | юниорские турниры |
| Джессика Пегула | 1-3       | 0-0    | взрослые турниры  |
| Элина Свитолина | 0-0       | 0-0    | юниорские турниры |
| Элина Свитолина | 1-1       | 0-0    | взрослые турниры  |